# Herbert Schuster
Herbert Schuster (* 27. April 1929; † 30. August 2018) war ein deutscher Basketballtrainer und -funktionär. Schuster gilt als einer der Pioniere des Basketballsports in Baden-Württemberg.

## Laufbahn
Ab den 1950er Jahren engagierte sich Schuster beim TV Säckingen (später TV Bad Säckingen) zunächst in den Sparten Feldhandball und Leichtathletik. Er war Leiter der Leichtathletikabteilung und zudem als Trainer tätig, 1959 wurde er mit der Ehrennadel des Südbadischen Leichtathletikverbandes ausgezeichnet.
1958 gründete er mit Herbert Grossmann die Basketballsparte im TV Säckingen und war bis 1978 Trainer verschiedener Damen-, Herren- und Jugendmannschaften. 1969 kamen die Säckinger Junioren unter Schusters Leitung bei der Deutschen Meisterschaft auf den dritten Rang. 1969 war er als Trainer der Schweizer Damen-Nationalmannschaft sowie als Trainer der Herrenmannschaft des CVJM Birsfelden in der Nationalliga A tätig.
Schuster, der hauptberuflich bis 2009 eine Druckerei in Bad Säckingen führte, trainierte die Damenmannschaft des TV Bad Säckingen in der Bundesliga, nachdem er die Mannschaft 1977 zum Aufstieg in die höchste deutsche Spielklasse geführt hatte. Zu seinen Spielerinnen gehörte auch seine Ehefrau Franca.
1978 wechselte er zum ESV Waldshut, wo er eine Basketballsparte aufbaute.
Für den Südbadischen Basketball-Verband war Schuster nach dessen Gründung 1959 als Beisitzer im Vorstand tätig, von 1960 bis 2004 war er Jugendwart des Verbandes. Im Basketballverband Baden-Württemberg (BBW) hatte er mehrere Jahre lang das Amt des Regionaltrainers inne, von 1993 bis 2004 war er Bezirksleistungsbeauftragter. 2007 wurde Schuster zum BBW-Ehrenmitglied ernannt.

## Quelle
Nachruf auf Herbert Schuster